# Karl Liebknecht

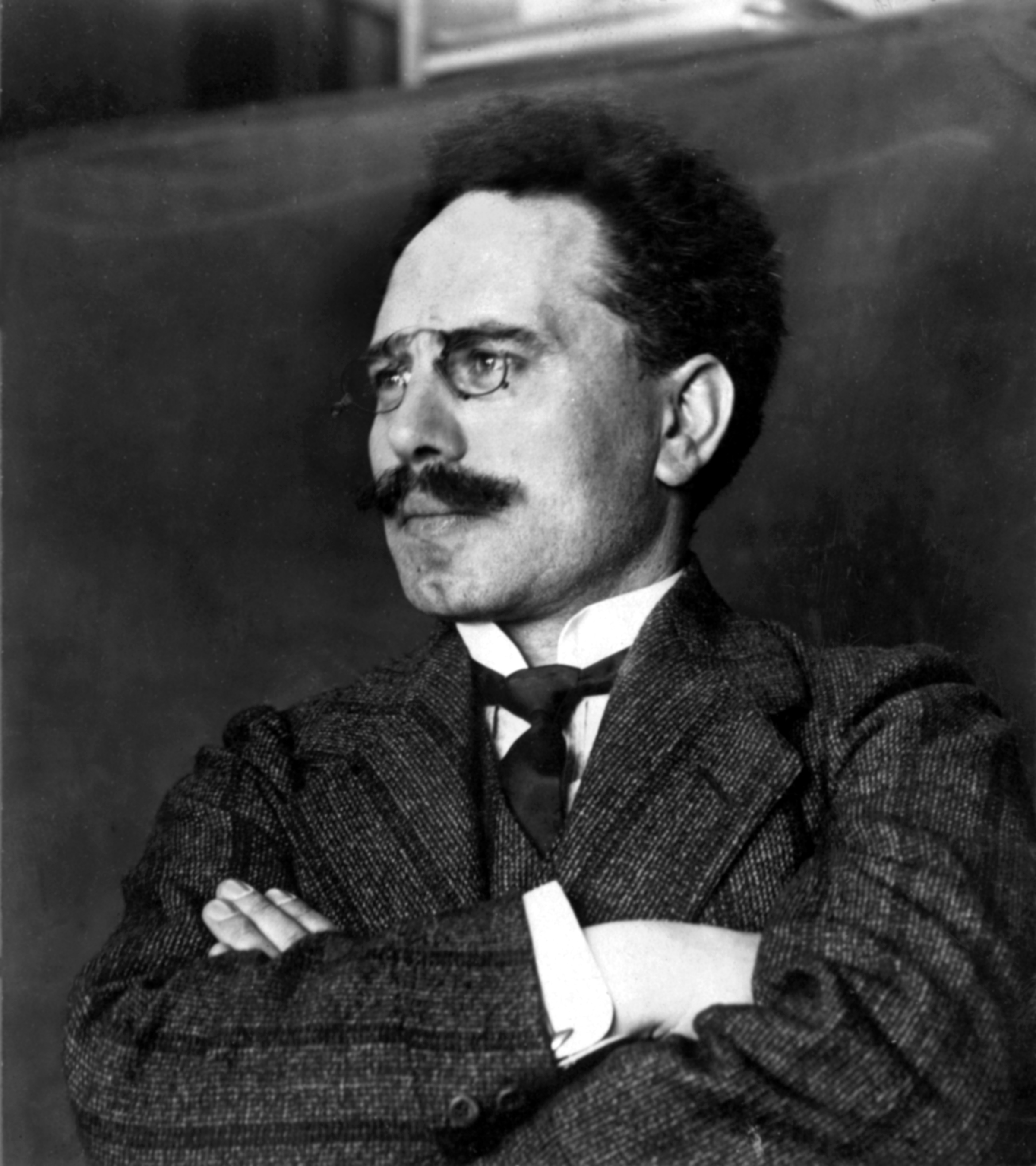
Karl Liebknecht (ca. 1911)

Karl Liebknecht (Leipzig, 13 augustus 1871 – Berlijn, 15 januari 1919) was een van de leidinggevende figuren van de Sozialdemokratische Partei Deutschlands (SPD), tot hij met deze partij brak en zich bij de veel radicalere Spartacusbond aansloot.
Van 1890 tot 1893 studeerde hij rechten en politieke economie aan de universiteiten van Leipzig en Berlijn. Tijdens deze studies kwam hij in contact met het marxisme, wat zijn verdere levensloop zou bepalen. In 1899 opende hij samen met zijn broer een advocatenkantoor. Van daaruit verdedigde hij regelmatig socialisten die aangeklaagd waren vanwege het binnensmokkelen van illegale propaganda. Zelf was hij ook vaak betrokken bij deze activiteit.
In augustus 1900 trad hij toe tot de SPD, die door zijn vader, Wilhelm Liebknecht, en August Bebel was opgericht. Hij zou 14 jaar actief zijn en tot verschillende mandaten verkozen worden. Van november 1901 tot 1913 was hij voor de SPD gemeenteraadslid in Berlijn. Tevens werd hij voorzitter van de socialistische Jongereninternationale (1907-1910) en in 1912 werd hij verkozen in de Rijksdag.
Zijn leven lang zou hij tegen de oorlog en het militarisme strijden. In 1907 werd hij gearresteerd voor zijn brochure Militarisme en antimilitarisme dat als hoogverraad werd beschouwd en hem een gevangenisstraf van 18 maanden opleverde. Vanuit de gevangenis werd hij verkozen in het Pruisische Huis van Afgevaardigden.
Toen hij in 1912 verkozen werd in de Rijksdag, nam hij een radicaal linkse positie in. Hij bleef antimilitaristische propaganda voeren en werkte de algemene staking uit als een middel om strijd te voeren. Deze houding dwong hem ertoe om op 2 december 1914 tegen het goedkeuren van de oorlogskredieten te stemmen, hoewel zijn partij, de SPD, deze wel goedkeurde. Karl Liebknecht verzette zich dan ook tegen de gematigde koers die Karl Kautsky de SPD liet varen.

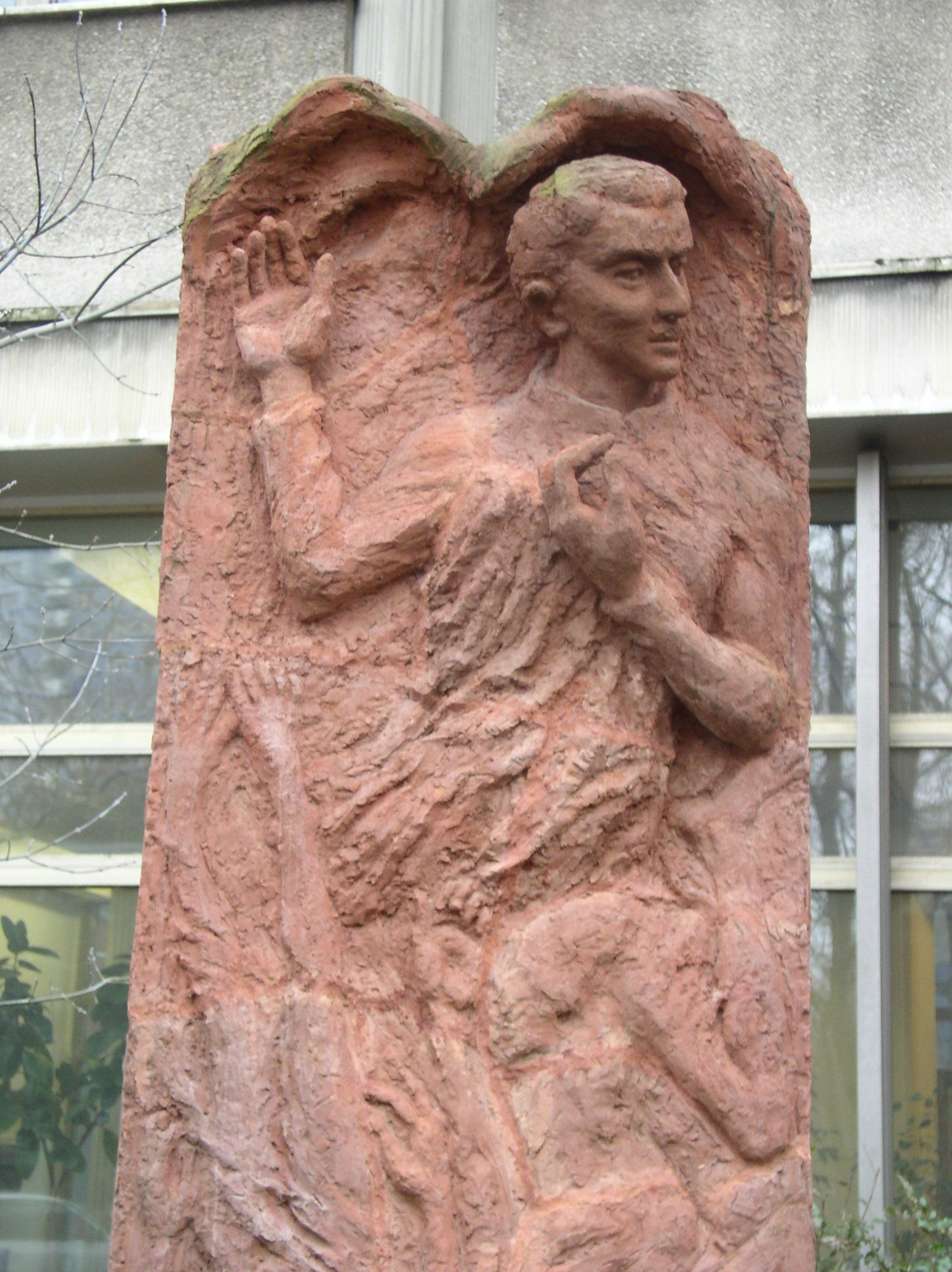
Beeld van Liebknecht in Berlijn

Wegens zijn stemgedrag rond de oorlogskredieten werd hij uit de Rijksdag gezet en gedwongen gemobiliseerd in het leger. Hij weigerde echter te vechten; daarom moest hij aan het oostfront gesneuvelden wegdragen en begraven. Wegens zijn slechte gezondheid werd hij evenwel terug naar Berlijn gestuurd. Daar richtte hij, samen met Rosa Luxemburg, Leo Jogiches, Paul Levi, Ernest Meyer, Franz Mehring en Clara Zetkin, de Spartacusbond op. Samen met Rosa Luxemburg gaf hij tevens een krant uit, de Spartacusbrieven, die al snel verboden werd. Wegens de scherpe kritiek op de gematigde houding van de SPD die in deze krant te lezen was, werd hij uit de partij gezet.
Op 1 mei 1916 zette hij zijn campagne tegen de oorlog voort en organiseerde een anti-oorlogsbetoging in Berlijn. Deze betoging leverde hem, samen met de andere leiders ervan, een nieuwe gevangenisstraf op. Tijdens deze hechtenis schreef hij zijn ander groot werk, Studies over de bewegingswetten van maatschappelijke ontwikkeling. Dit werk is naar het Nederlands vertaald. Deze straf moest hij echter niet volledig uitzitten; een algemene amnestie voor politieke gevangenen door Max von Baden bracht hem weer op vrije voeten.
In december 1918 vormde hij samen met Rosa Luxemburg de Spartacusbond om tot de Communistische Partij van Duitsland (KPD). Deze partij zou zich later bij de Komintern aansluiten. In navolging van het Russische voorbeeld startte er ook in Duitsland een revolutie, de Spartacusopstand, onder leiding van Rosa Luxemburg en Karl Liebknecht. Deze opstand dwong de regering onder leiding van de sociaal democraat Friedrich Ebert uit te wijken naar Weimar. Ebert belastte zijn assistent en partijgenoot Gustav Noske met de organisatie van vrijwilligersknokploegen die de resultaten van de Novemberrevolutie moesten terugdraaien. Deze Freikorpsen (vrijkorpsen) zouden later de kernen vormen waaruit de SA van Adolf Hitler gerekruteerd werd.
In de nacht van 14 op 15 januari 1919 werden Rosa Luxemburg en Karl Liebknecht in Berlijn gevangengenomen, gefolterd en vermoord door vrijkorpsen op aanstichten van de sociaaldemocraten. Wilhelm Pieck werd ook gevangengenomen maar kon ontsnappen. Liebknechts lichaam werd als "onbekend lijk" afgeleverd bij een politiebureau; Luxemburgs lichaam werd in het Landwehrkanaal geworpen, waarin in de loop van de daarop volgende weken nog honderden vermoorde - vaak vermeende - spartakisten zouden belanden. De soldaat die Liebknecht de hersens had ingeslagen, een zekere Runge, kreeg als enige een paar maanden cel. Luitenant Vogel, die Luxemburg had doodgeschoten, werd enkel veroordeeld voor het illegaal deponeren van een lijk; hij vluchtte naar Nederland en kreeg amnestie. Kapitein Waldemar Pabst, die het bevel had gevoerd, werd geen haar gekrenkt en hij stierf in 1970 rustig in zijn bed. Pas op 13 februari konden Rosa Luxemburg en Karl Liebknecht begraven worden in het Friedrichsveld nabij Berlijn.

## Voetnoten
1. ↑  Mak, Geert, In Europa. Reizen door de twintigste eeuw. Uitgeverij Atlas, Amsterdam/Antwerpen, 2004, pg 224.

- Bibsys: 90088930
- Biblioteca Nacional de España: XX886413
- Bibliothèque nationale de France: cb11912987x (data)
- Catàleg d'autoritats de noms i títols de Catalunya: 981060927770106706
- CiNii: DA03704076
- Gemeinsame Normdatei: 11857275X
- International Standard Name Identifier: 0000 0001 2125 1325
- KulturNav: 00e5c38d-c252-48dc-a391-7d67e9b0b4a9
- Library of Congress Control Number: n50050137
- Nationale Bibliotheek van Letland: 000124585
- Bibliotheek van het Japanse parlement: 00551901
- Nationale Bibliotheek van Tsjechië: skuk0000799
- Nationale bibliotheek van Australië: 35305100
- Nationale Bibliotheek van Israël: 987007264683105171
- Nationale Bibliotheek van Polen: a0000001213094
- Nationale en Universitaire bibliotheek Zagreb: 000061466
- Nederlandse Thesaurus van Auteursnamen: 070052301
- Istituto Centrale per il Catalogo Unico: BVEV000162
- LIBRIS: 260844
- SNAC: w65m7884
- Système universitaire de documentation: 026989913
- Trove: 904936
- Virtual International Authority File: 27067725
- WorldCat: E39PBJqVRpMDDGwcF9yvCVWkXd